# Queda de Campala
A Queda de Campala (ou Libertação de Campala) foi uma batalha durante a Guerra Uganda-Tanzânia, em que as forças combinadas do exército da Tanzânia e do Exército de Libertação Nacional de Uganda (composto por exilados ugandeses) atacaram e capturaram a capital do Uganda, Campala. Isso resultou na derrubada de Idi Amin, o ditador militar de Uganda, cuja invasão da Tanzânia tinha começado a guerra. Amin fugiu primeiro para a Líbia e depois para a Arábia Saudita, onde morreu em 2003.

## Na cultura popular
A batalha e descrita no romance de Giles Foden, O Último Rei da Escócia.